# Comorella
Comorella Jocqué, 1985 è un genere di ragni appartenente alla famiglia Linyphiidae.

## Etimologia
Il nome deriva dalle isole Comore, luogo di rinvenimento degli esemplari e, in aggiunta, il suffisso -ella.

## Distribuzione
L'unica specie oggi attribuita a questo genere è un endemismo delle isole Comore.

## Tassonomia
A maggio 2011, si compone di una specie:
- Comorella spectabilis Jocqué, 1985[3] — Isole Comore